# Goumori
Goumori è un arrondissement del Benin situato nella città di Banikoara con 23 286 abitanti (dato 2006).